# Fag (bygningsdel)
 For alternative betydninger, se Fag. (Se også artikler, som begynder med Fag)
Ved et fag (fra tysk: fach, grundbetydning: noget sammenføjet) forstås om den flade eller det dertil svarende rum, der ligger mellem to (lodrette) vægstolper i en bindingsværksbygning eller mellem to tagspær (i samme tagside). Begrebet kan tillige betegne afdelingen mellem to brodragere.